# M Resort
M Resort és un hotel i casino en un terreny de 80 acres per Marnell Corrao Associates a Las Vegas Boulevard a Henderson, Nevada. Es localitza a prop de l'hotel Southern Highlands Resort. El complex inclou un casino de 92000 peus quadrats i un hotel de 400 habitacions.

## Història
Anthony Marnell III va adquirir el terreny per al projecte per $240 milions.
El projecte va ser aprovat el 17 d'octubre de 2005 i va obrir l'1 de març de 2009 a amb un cost de $1 mil milions.
MGM Mirage va anunciar una inversió de $160 milions en el resort el 26 d'abril de 2006.

## Característiques
- Centre comercial amb 1.000.000 peus quadrats desenvolupat per Taubman Centers.[5]
- 400 habitacions d'hotel[1]
- Casino amb 100.000 peus d'espai[1]
- 60.000 peus quadrats d'espai per a centre de convencions i reunions.[6]